# Афродита
Афроди́та (др.-греч. Ἀφροδίτη, в древности истолковывалось как производное от ἀφρός — «пена»), в греческой мифологии — богиня красоты и любви, включавшаяся в число двенадцати олимпийских богов.
Также почиталась как богиня плодородия, вечной весны и жизни. Иногда почиталась как богиня браков и даже родов, а также как «детопитательница».

## Многие Афродиты
Согласно речи Котты, Афродит было несколько:
1. Рождена Гемерой от Урана, её храм в Элиде.
2. Родилась из морской пены, родила от Гермеса Эрота второго.
3. Дочь Кипра и Сирии, зовётся Астартой, жена Адониса. Её святилище в Библе[8].

### Аналогии
Геродот сообщает о почитании Афродиты (то есть богинь, отождествляемых с нею) многими народами.
С Афродитой отождествляют Сирийскую богиню. В Евфрат с неба упало огромное яйцо, рыбы выкатили его на берег, а голубки высиживали, пока из него не вышла Афродита. По её желанию Зевс перенёс рыб в число созвездий.
В древнем Риме Афродите соответствовала Венера.
Она напоминает Иштар, чьими спутницами были Красота и Страсть.
Её (как и Кибелу) часто могли сопровождать также дикие звери — львы, волки, медведи, усмирённые вселённым в них богиней любовным желанием.

## Атрибуты
Афродите, как богине любви, были посвящены мирты, розы, мак и яблоко, а также анемоны, фиалки, нарциссы и лилии; как богине плодородия — воробьи и голубки, составлявшие её свиты; как морской богине — дельфин.
Атрибуты Афродиты — пояс (см. Пояс Афродиты) и золотая чаша, наполненная вином, выпив из которой, человек получает вечную молодость.
Спутники Афродиты — Эрот, хариты, оры, нимфы.

## Мифы

### Рождение Афродиты

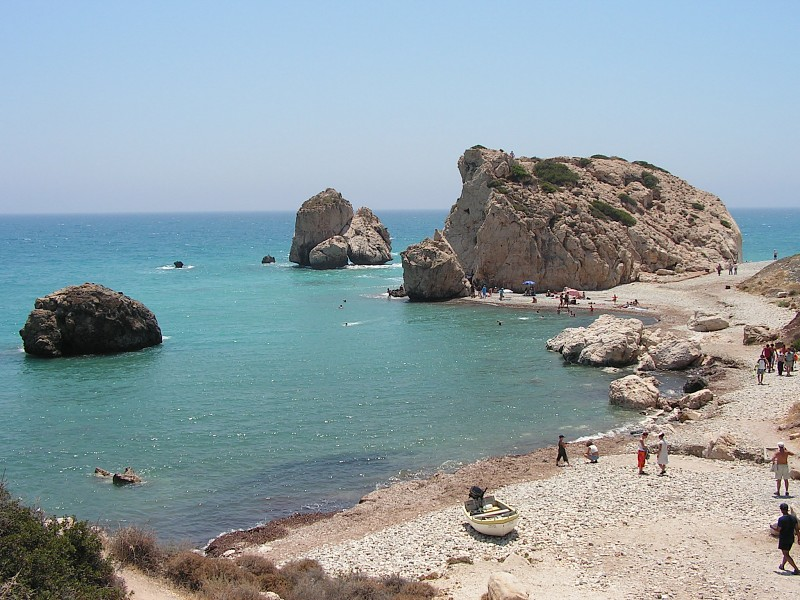
Легендарное место рождения Афродиты (Петра-ту-Ромиу) в Пафосе (Кипр).

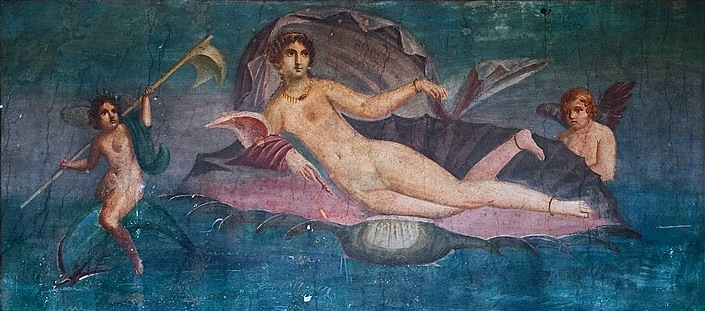
Афродита Анадиомена, фреска из Помпей

Согласно «Теогонии» Гесиода, Афродита родилась около острова Кифера из морской пены, взбитой упавшим в море детородным членом оскоплённого Кроносом Урана, «белая пена взбилась вокруг от нетленного члена» (отсюда прозвище «пенорождённая»; подробнее см. Афродита Анадиомена). Ветер принёс её на остров Кипр (или она сама приплыла туда, поскольку ей не понравилась Кифера), где её, вышедшую из морских волн, и встретили Оры.

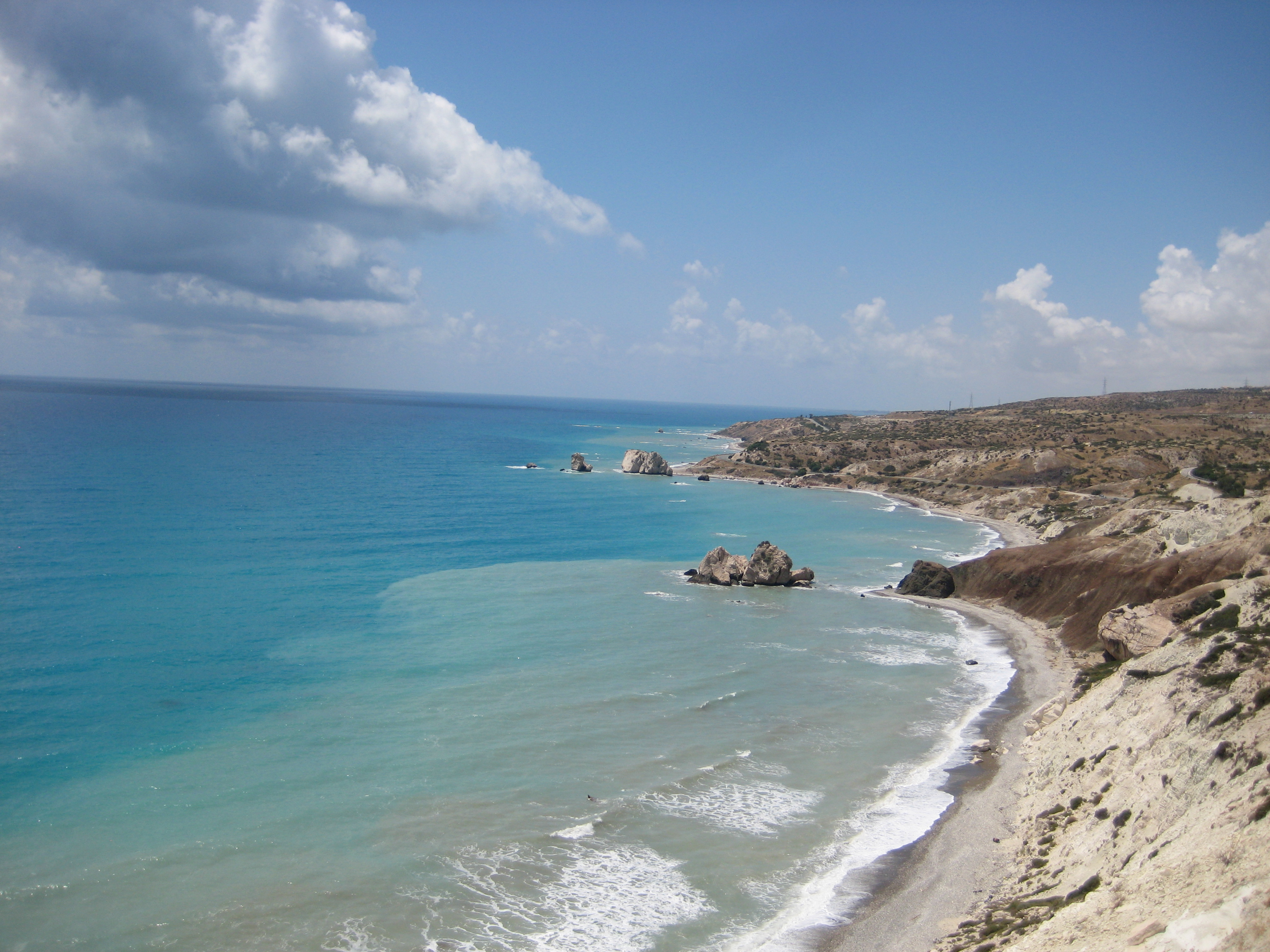
Сарацинов камень (передний план) и Камень Афродиты (дальний план). Вид на место рождения Афродиты с возвышенности — Бухта Афродиты в Пафосе (Кипр (дальние валуны)).

Классическая Афродита возникла обнажённой из воздушной морской раковины вблизи Кипра — отсюда её прозвище «Киприда» — и на раковине добралась до берега. Оры в золотых диадемах увенчали её золотым венцом, украсили золотым ожерельем и серьгами, а боги дивились её прелести и возгорались желанием взять её в жены.
По другой версии (Hom. Il.; др.), Афродита была дочерью Зевса и Дионы.
Согласно Эпимениду, она была дочерью Кроноса. Вскормлена она была Нереем.
Супруга громовержца Гера устроила так, что Афродита вышла замуж за Гефеста — самого искусного мастера среди богов и самого некрасивого из них. Хромоногий Гефест трудился в своей кузнице, а Афродита, нежась в опочивальне, расчёсывала золотым гребнем кудри и принимала гостей — Геру и Афину. Любви Афродиты домогались Посейдон, Арес, Гермес и другие боги.
Огромное горе принесла Афродите смерть её возлюбленного Адониса, страстного охотника. Он гибнет от клыков кабана, посланного ревнивым Аресом. Согласно Птолемею Гефестиону, Афродита первой бросилась с Левкадской скалы, чтобы излечиться от любви к Адонису.
Афродита с наслаждением внушала любовные чувства богам и людям и влюблялась сама, изменяя хромоногому супругу. Непременным атрибутом одеяния богини являлся её знаменитый пояс, в котором были заключены любовь, желание, слова обольщения; он делал любого влюблённым в его хозяйку. Этот пояс порой заимствовала у Афродиты Гера, когда хотела разжечь в Зевсе страсть и тем самым ослабить волю своего могущественного супруга (XIV песнь «Илиады»).
Рассказ VIII песни «Одиссеи» описывает реакцию законного мужа Афродиты, узнавшего от Гелиоса о её связи с Аресом. Рассерженный Гефест выковал тонкую, как паутина, но удивительно прочную железную сеть, которую незаметно прикрепил к подножию кровати, опустив с потолка, а затем объявил жене, что отправляется немного отдохнуть на свой любимый остров Лемнос. Стоило только мужу скрыться из виду, как Афродита послала за Аресом, который не заставил себя долго ждать. Наутро любовники обнаружили, что лежат опутанные сетью — голые и беспомощные. Появился Гефест и приглашённые им поглазеть и посмеяться остальные боги (богини из деликатности остались дома). Арес получил свободу только благодаря Посейдону, пообещавшему Гефесту устроить так, что Арес заплатит выкуп, — в конце концов Арес отказался платить и Гефест так и остался без выкупа. Афродита вернулась на Кипр, где ей был воздвигнут алтарь и где в Пафосском лесу она была омыта маслом.
По версии Сенеки, в его трагедии «Федра» (строки 124—128), так же Гелиос (сын титанов Гипериона и Тейи) рассказывает Гефесту об измене его жены с Аресом. За это Афродита проклинает весь род Гелиоса, одарив всех его потомков падкостью на похотливые влечения.
Хотя Зевс никогда не делил ложе с Афродитой, под влиянием её волшебного пояса испытывал такой соблазн даже он. Поэтому однажды он решил унизить её, возбудив в ней безоглядную любовь к смертному. Им стал прекрасный Анхис из царского рода дарданов. За то, что он этим хвастался, она (либо Зевс) насылает на него расстройство членов. Их сын — Эней, предок Юлия Цезаря.
Возлюбленным Афродиты был также спасённый ею от сирен аргонавт Бут; некоторые утверждают, что богиня провела несколько ночей с Бутом единственно для того, чтобы пробудить ревность в Адонисе.
Афродита превратила женщин Коса в коров, когда отплыл отряд Геракла.
Во время вызванного Эридой спора о том, какая богиня — Гера, Афина или Афродита — самая красивая, Парис принял решение в пользу Афродиты и отдал ей золотое яблоко. За это она пообещала Парису любовь Елены, помогла ему похитить её и следила за прочностью их союза, хотя Елена и бранила её. Во вспыхнувшей по этой причине Троянской войне Афродита защищала троянцев. Согласно «Илиаде», она спасла от гибели Париса во время его поединка с Менелаем, а также своего сына, троянского героя Энея, на которого напал Диомед; последний обрушился на богиню, ранил её и заставил покинуть поле боя.
Богини судьбы наделили Афродиту лишь одной божественной обязанностью — творить любовь, но однажды Афина застала её тайком сидевшей за прялкой. Посчитав это вмешательством в свои дела, Афина пригрозила вообще бросить свои обязанности. Афродита извинилась и с тех пор больше никогда не прикасалась ни к какой работе. Есть также рассказ, как она состязалась в ткачестве с Афиной.
Испугавшись большого полового органа своего новорождённого сына Приапа, оставила его в лесу одного.

### Жертвы Афродиты
Любовной власти Афродиты подчинялись боги и люди. Неподвластны ей были только Афина, Артемида и Гестия. Была безжалостна к тем, кто отвергает любовь.
Помогая любящим, Афродита преследовала тех, кто пренебрегал её культом и отвергал любовь. Она была причиной смерти Ипполита и Нарцисса, внушила противоестественную любовь Пасифае и Мирре и наделила отвратительным запахом женщин с Лемноса (см. Гипсипила). Афродита жестоко наказала Аталанту, которая хотела оставаться девственницей, а Главк по воле Афродиты был разорван своими конями за то, что он запретил им покрывать своих кобылиц. Мотив мести Афродиты развивался также в любовной поэзии, особенно эллинистического периода.
Геродот в своей «Истории» также описывает обряд храмовой проституции, которую жители древнего Вавилона проводят в честь «богини Милитты» (вероятно Геродот имел в виду Бэлит — один из эпитетов Иштар, которую Геродот отождествляет с Афродитой).

### Любовники и дети Афродиты
- Боги
  - Гефест (муж)[4]
  - Арес[4][27]. Дети от Ареса:
    - Антерос (Антэрот)
    - Эрот (любовь)
    - Гимерос
    - Гармония
    - Деймос (ужас)
    - Фобос (страх)
    - Амазонки

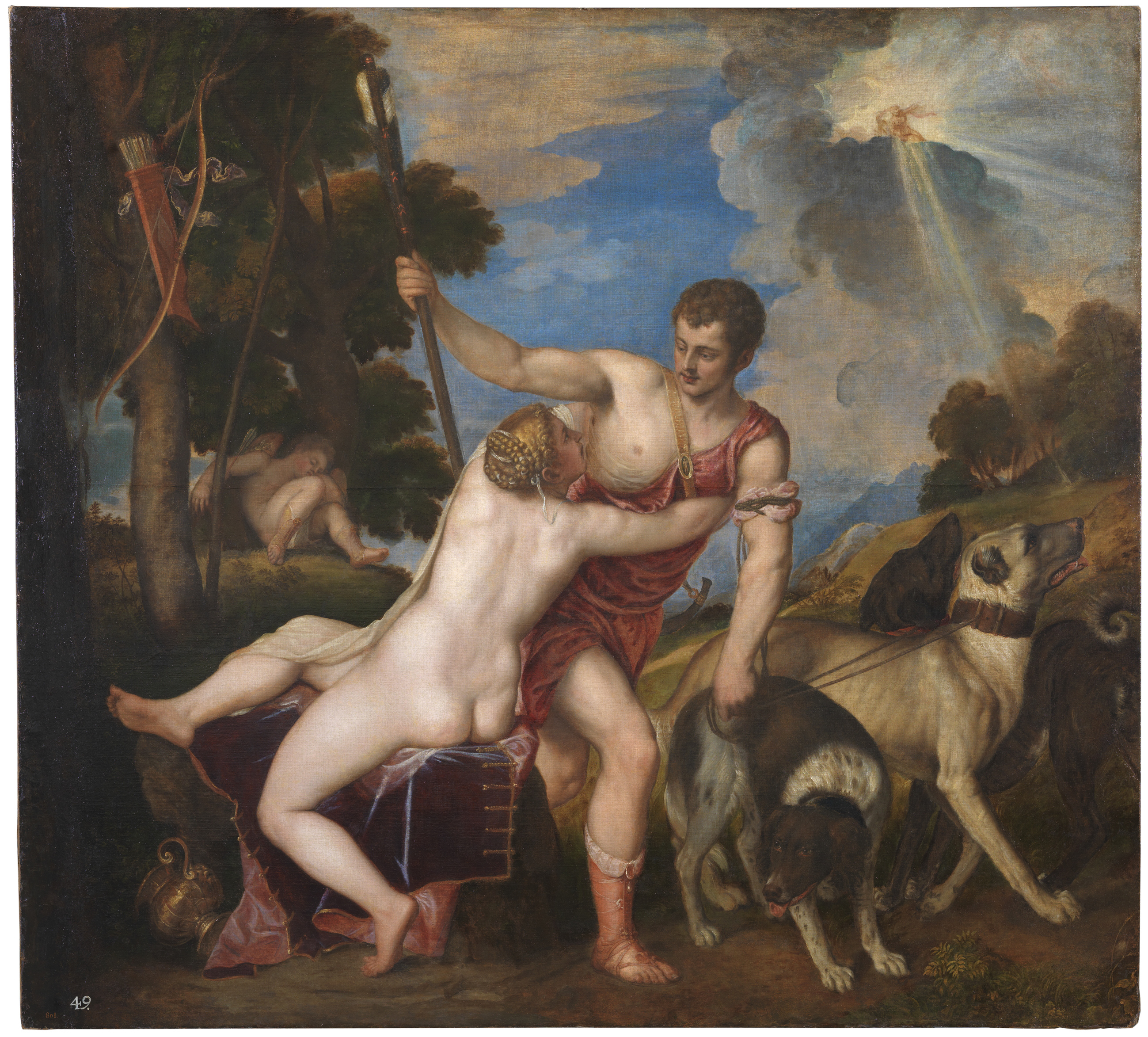
«Венера и Адонис», Тициан, Прадо

  - Дионис. Дети от Диониса (версия):
    - Три Хариты — Аглая, Евфросина, Талия
    - Гименей
    - Приап
    - Гермес Хтоний

  - Гермес. Дети от Гермеса
    - Эрот (по некоторым источникам)
    - Эвномия
    - Атлантий-Гермафродит
    - Пейфо
    - Приап (по некоторым источникам)
    - Рода (версия)
    - Тиха

Эрот, по разным версиям, рождён ею от Гермеса, Ареса, Зевса или Урана.
- Смертные
  - Адонис
    - Бероя, Гистапс и Зариадр
    - Приап (по некоторым источникам)

  - Анхис
    - Эней
    - Лир

  - Фаон

Также её дети:
- Ананке. Дочь Афродиты Урании.
- Эрик. От Бута или Посейдона[источник не указан 2168 дней].

### Окружение Афродиты
- Гармония. Служанка Афродиты[28].
- Парегорон. («Уговаривание»). Божество, спутница Афродиты. Статуя работы Праксителя[29].
- Перистера. «голубка». Некая нимфа, которая помогла Афродите собрать много цветов и победить в состязании Эрота. Тогда Эрот превратил её в голубку[30].
- Потос («Желание»). Божество, спутник Афродиты. Статуя работы Скопаса[29]. См. Лукиан. Разговоры богов 20, 16; Нонн. Деяния Диониса XXXIII 111.
- Эхо. Горная нимфа, спутница Афродиты.

## Культ Афродиты
Центрами культа Афродиты были Кипр, где в городе Пафосе находился её храм, и остров Кифера. Знамениты древнегреческие статуи Афродиты — «Афродита Книдская» (ок. 350 до н. э., Пракситель, известна в римской копии) и «Афродита Милосская» (II век до н. э., оригинал в Лувре, Париж).

### Двуполость аналогов Афродиты. Андрогин
Известно двуполое изображение (VII в. до н. э., фаянсовая статуэтка обнажённого бога) древнейшего египетского бога-демиурга Тота (грудь и живот молодой женщины, а также пенис). В древности хорошо знали и тот факт, что средиземноморская Афродита (Астарта) «изображалась не только в женском обличье, но и в мужском». Так, на Кипре, где проживало много ханаанеев и греков, была статуя богини с бородой, но с женским телом и в женской одежде, со скипетром, «изображающая богиню как существо мужского пола, поскольку полагали, что она „является и мужчиной и женщиной“».

### Эпиклесы Афродиты

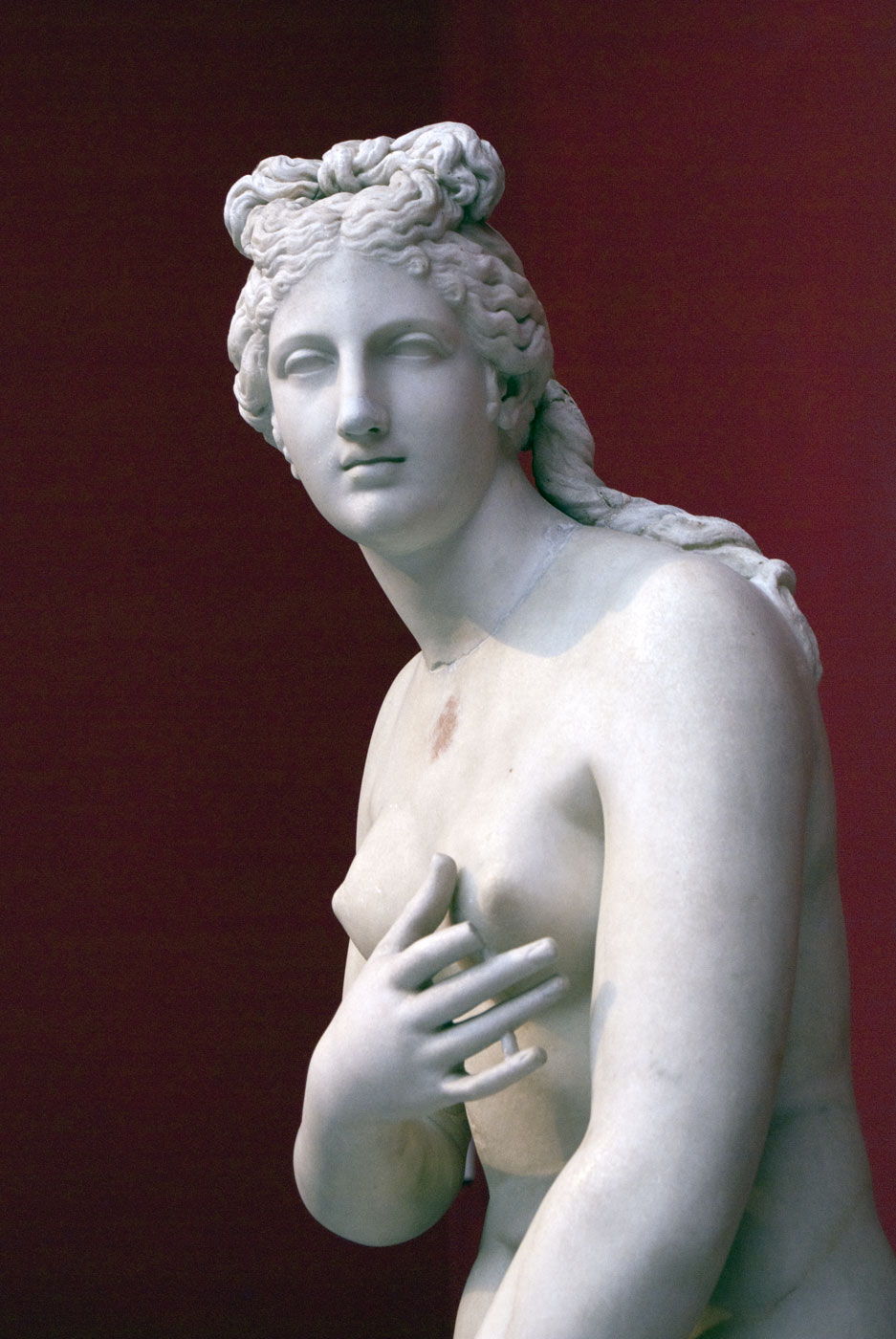
Статуя Афродиты в Национальном археологическом музее в Афинах

По местам почитания Афродиты имела эпиклесы (эпитеты):
- Киприда — от острова Кипр[32], где Афродита впервые вышла на берег[33].
- Кипрогения — то же: букв. «рождённая на Кипре»[34].
- Пафия, Пафийка, Пафосская богиня[35] — от г. Пафос на Кипре, где находился храм общегреческого значения.
- Киферея (Цитерея)[36] — рождённая близ острова Кифера[37], другого центра почитания; так как вначале пристала к Киферам, прежде чем родиться у Кипра[38];
- Идалия (Идалийка) — от города Идалион и по горе Идалии на Кипре[39], где Афродита почиталась, как главное божество;
- Амафусия (Аматузия)[40] — от города Амафунт на Кипре, центра почитания богини;
- Акидалия — от Беотийского[41] источника[42]. Также имя некоей героини[43].
- Эрикина (лат. Erycina)[44] — её святилище было не только на Сицилии, но и в Псофиде (Аркадия)[англ.][45].

Связь с морским рождением отражена в эпиклесах:
- Афрогенейя («пенорождённая»)[46].
- Анадиомена (выныривающая) — появившаяся на поверхности моря;
- Евплея (Эвплойя) (эпитет Афродиты как покровительницы мореплавания[47].);
- Понтия (морская).

В эпиклесах:
- Меланида (чёрная, мрачная),
- Скотия (тёмная, мрачная),
- Андрофонос (губительница людей) и, в противоположность,
- возможно, Сосандра (спасающая людей),
- Эпитимбия (погребальная),
- Мухейя — богиня тайных мест (вероятно, сохранились отголоски древних функций богини, связанных со смертью).

Функции подательницы любви и разжигательницы страсти отразились в эпиклесах:
- Дола (обманщица),
- Морфа (дающая красоту),
- Анфея (цветущая),
- Пейто (убеждающая, обольщающая),
- Гетерия — покровительница гетер,
- Дарцетос — покровительница праздной лени,
- Диварисатрикс и
- Перибазия (совершающая девиационный сексуальный акт),
- Каллипига (прекраснозадая),
- Кастния (Кастниетида) — покровительница бесстыдства. Только эта богиня принимает в жертву свиней[48].

А также две формы богини, связанные с греческими философскими категориями (см. выше):
- Афродита-Пандемос. Поклонение ей ввёл Тесей[49]. Статуя работы Скопаса в Элиде[50].
- Афродита-Урания. Ей впервые поклонялись ассирийцы, у афинян ввёл его Эгей[51]. По некоторым, старшая из Мойр[52]. Афродите Урании как матери Ананки посвящён LV орфический гимн. Предположительно перевод Meleket Aschamain «царица небес», прозвища Астарты у Иезекииля[53]. Её храм в Кифере воздвигли финикияне[54]. Платон, в своём диалоге «Пир», упоминает оба эти имени и говорит, что Афродита-Пандемос — богиня пошлой любви, земной, а Афродита-Урания — богиня небесной любви, бестелесной и высшей.

Другие эпитеты:
- Акрея. Эпитет Афродиты на Книде[55].
- Алентия. Эпитет Афродиты в Колофоне[56].
- Апатурос. Её храм в Фанагории. Есть миф, что на Афродиту здесь напали гиганты, она призвала на помощь Геракла и спрятала его в пещере, а затем поодиночке приводила их к Гераклу[57].
- Арента[58].
- Арея. «Воительница». Храм Афродиты Ареи в Спарте[59]. Святилище в Платеях, выстроенное после победы при Марафоне[60].
- Бербея[61].
- Диона[62], как дочь Дионы и Зевса (см. #Рождение Афродиты)[63].
- Киндиада. Её святилище около Баргилий (Кария)[64].
- Колиада[65].
- Колотида. Эпитет Афродиты на Кипре[66].
- Морфо. Прозвище Афродиты[67]. Её храм в Спарте, там она сидит под покрывалом и с оковами на ногах, которые наложил Тиндарей[68].
- Навархида (ναυαρχίδα)[69] эпитет Афродиты Ναυαρχίς , ναυαρχίδα[70] навархида — «судоводительница», покровительница моря и моряков[71]. В Пантикапее известна посвятительная надпись наварха Панталеонта на постаменте статуи Посейдону и Афродите Навархиде второй половины I в. до н. э.[72][73]. В Горгиппии находился храм воздвигнутый в её честь по обету наместника Фарнакиона, посвятительная надпись датирована 110 — 111 г. н. э. — Посвящение Фарнакиона, сына Пофа, Афродите Навархиде[74].
- Филомедея (φιλομμειδής). «Любящая улыбаться», неоднократно встречается у Гомера[75].

Также её называют Афродита Оружная.

### Церковь Афродиты в XX веке
В 1938—1969 годах на восточном побережье США существовала «Церковь Афродиты» (англ. Church of Aphrodite). Основателем церкви, первым и последним пророком религии Афродиты был русский эмигрант Глеб Евгеньевич Боткин (1900—1969).

## Афродита в философии
В поэме Парменида Афродита выступает как мать Эроса.
Эмпедокл неоднократно называет Афродитой свою космическую силу. Афродита создаёт эйдосы вещей.
Павсаний в своей речи в диалоге Платона «Пир» излагает теорию двух Афродит: «всенародной», или «пошлой», и «небесной». Вопрос о том, в какой степени речь Павсания отражает воззрения самого Платона, спорен. Однако упоминание о небесной и всенародной Афродитах содержится и в речи Сократа в «Пире» Ксенофонта, что показывает наличие этой концепции у самого Сократа.
Очевидно, что платоновский идеал любви, определяемый как «жажда целостности и стремление к ней» («Пир», 193а), строится на гомоэротической основе. Объектом чувственной любви, восходящей к «Афродите всенародной» (Пандемос), считает Платон, могут одинаково быть и юноши, и женщины. Эрот «Афродиты небесной» (Урания) восходит к богине, причастной только мужскому началу, поэтому «одержимые такой любовью обращаются к мужскому полу, отдавая предпочтение тому, что сильней от природы и наделено большим умом».
Согласно Евгемеру, Афродита — женщина, которая изобрела проституцию.
Стоик Зенон истолковывал Афродиту как «силу, которая надлежащим образом связывает отдельные части чего-либо друг с другом».
В философии Плотина Афродита — мировая душа, получающая красоту от ума-Кроноса (Плотин V 8, 13).
Плотин неоднократно говорит о двух Афродитах. Первая Афродита существует на умопостигаемом уровне (как «жизнь ума»), вторая — на космическом уровне. Первая — это философское истолкование дочери Крона, вторая — дочери Зевса. Также Плотин вводит и третью Афродиту, точнее — много Афродит, то есть индивидуальных душ, и каждая такая душа рождает отдельных Эротов (Плотин III 5, 4).
В системе Прокла среди двенадцати свободных богов Афродита входит в возвышающую триаду вместе с Гермесом и Аполлоном, она — «первая действующая причина эротического дыхания, пронизывающего всё; она сближает те души, которые ведёт ввысь, с прекрасным». Шесть — число Афродиты. Ямвлих, однако, называет Афродитой «пятерицу».
По комментарию Прокла к «Государству» (141—142) и «Тимею» (I 79, II 54), в Афродите нуждаются и Гефест, и Арес, благодаря браку Ареса и Афродиты в космосе противоположности гармонизируются, Афродита — принцип единой и нераздельной гармонии.
В истолковании Марсилио Фичино (комментарий к «Пиру» Платона) небесная Венера — «мышление ангельского ума», вульгарная Венера — порождающая сила мировой души.

## В литературе

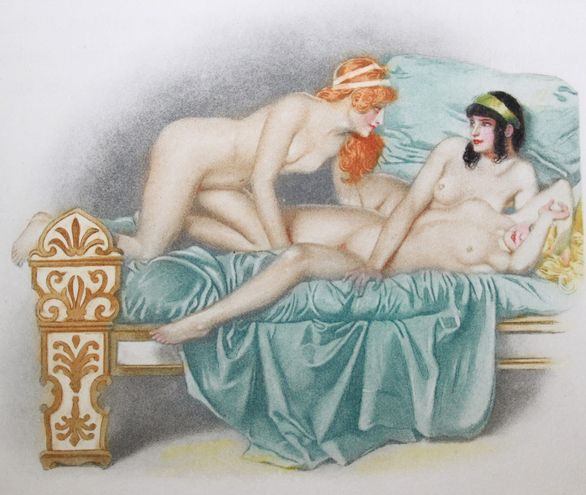
Иллюстрация Рой, Мориц к роману «Афродита, или Античные манеры» Пьера Луиса

Ей посвящены IV, VI и X гимны Гомера. Действующее лицо трагедии Еврипида «Ипполит».
В поэзии Афродита может воплощать любовь к женщинам в оппозиции Эроту как символу любви к юношам, но может и ассоциироваться с однополой любовью.
По рассказу Апулея в «Метаморфозах», Афродита ревнует к красоте земной женщины Психеи и посылает своего сына Эрота заставить её влюбиться в самого некрасивого человека в мире. Эрот влюбляется в Психею сам. Афродита преследует невестку. Всё кончается хорошо.
- См. Boedeker D.D. Aphrodite’s Entry into Greek Epic. Leiden, 1974.